# Aparisthmium cordatum
Aparisthmium cordatum är en törelväxtart som först beskrevs av Adrien Henri Laurent de Jussieu, och fick sitt nu gällande namn av Henri Ernest Baillon. Aparisthmium cordatum ingår i släktet Aparisthmium och familjen törelväxter. Inga underarter finns listade i Catalogue of Life.